# Joseph Bloch
Pour les articles homonymes, voir Bloch.
Joseph Bloch est aussi le nom d’un écrivain français (1883-1957) connu sous le pseudonyme de José de Bérys.
Joseph Bloch (27 février 1875 à Grussenheim, Haut-Rhin - 14 septembre 1970 à Haguenau, Bas-Rhin) est un rabbin alsacien dont l'œuvre est connue par son siddour Cha'aré Tefila, toujours utilisé par les communautés ashkénazes françaises, par l'Haggada qu'il publie, le calendrier de l'année juive qu'il édite pendant de nombreuses années et qui continue d'exister et aussi par la disparition tragique durant la Shoah de son fils Élie Bloch, rabbin français résistant et déporté et assassiné à Auschwitz.

## Éléments biographiques
Joseph Bloch est né à Grussenheim, Haut-Rhin, le 27 février 1875. Son père est boucher. Joseph fait partie d'une famille de huit enfants.

### Colmar
En 1890, Joseph Bloch, alors âgé de 15 ans, quitte Grussenheim, son village natal, afin de rejoindre Colmar, la ville voisine. Il est inscrit au Petit Séminaire, établissement préparatoire aux études rabbiniques.
Au lycée de Colmar, il se trouve confronté à l'antisémitisme.

### Séminaire rabbinique deBerlin
Il étudie au Séminaire rabbinique Hildesheimer de Berlin, et reçoit son diplôme de rabbin en 1902.
Parallèlement il devient en 1901, Docteur ès lettres de l'Université de Strasbourg.

### Rabbin deDambach-la-Villepuis deBarr
En 1902 il devient Rabbin à Dambach-la-Ville (Bas-Rhin), puis en 1910 à Barr (Bas-Rhin).

### Seconde Guerre mondiale

#### Séminaire israélite de FranceàChamalières
Durant la Seconde Guerre mondiale, Joseph Bloch enseigne au Séminaire israélite de France replié à Chamalières (Puy-de-Dôme) près de Clermont-Ferrand (Puy-de-Dôme), de 1940 à 1942.
Son fils Élie Bloch, rabbin français résistant est déporté et assassiné à Auschwitz, avec sa femme et sa fille.

### Rabbin deHaguenau
À la Libération, il devient le rabbin de la Communauté de Haguenau, (Bas-Rhin). Il y termine sa carrière.

### Grand-Rabbin et retraite
Joseph Bloch reçoit le titre de Grand-Rabbin en 1961, l'année où il prend sa retraite.
Il meurt en 1970, à Haguenau.

## Influence
Le Grand Rabbin de Belgique, Robert Dreyfus (1913-2002) note l'influence de Joseph Bloch, dans son éducation juive.

## Lecalendrier hébraïqueannuel
De 1924 à 1968, le rabbin Joseph Bloch publie un calendrier hébraïque, chaque année.  En 1969, le Grand Rabbin Edmond Schwob prend en charge la rédaction et la publication du calendrier. Il en assure encore à ce jour la rédaction et ses enfants assument la publication depuis 2012.  Aidé par le Grand Rabbin Jacky Dreyfus pour le choix des textes depuis 2013, l'édition de 5781 (2020-2021) représente la 92e année de parution.

## Œuvres

### Livres
- Rituel de Prières. 1924
- La Haggadah de Paque. 1928. Réédité en 1950, Librairie Durlacher, Paris, 1964[9]
- Sidour Cha'aré Tefila[10]. Paris : Fondation Sefer, 1964[11]

### Articles
- Joseph Bloch. Le Grand Rabbin Ernest Weill. Une image de sa vie et de son époque[12].

## Honneurs
- Chevalier de la Légion d'honneur (1949)
- Officier de la Légion d'honneur (1963)
- Rue du Grand Rabbin Joseph Bloch à Haguenau[14]